# Minh Tiến, Lục Yên
Minh Tiến là một xã thuộc huyện Lục Yên, tỉnh Yên Bái, Việt Nam.
Xã Minh Tiến có diện tích 37,54 km², dân số năm 2019 là 5.519 người, mật độ dân số đạt 147 người/km².